# Сано (Тотіґі)

36°18′52″ пн. ш. 139°34′42″ сх. д. / 36.31444° пн. ш. 139.57833° сх. д.
Сано́ (яп. 佐野市, さのし, МФА: [sano ɕi̥]) — місто в Японії, в префектурі Тотіґі.

## Короткі відомості
Розташоване в південно-західній частині префектури. Виникло на основі середньовічного призамкового містечка самурайського роду Сано. Протягом 17 — 19 століття було постоялим містечком на Ніккоському шляху. Основою економіки є металургія та машинобудування. Традиційне ремесло — виготовлення саноських бавовняних тканин. В центральній частині міста розташоване джерело озера Бентен. Станом на 1 жовтня 2008 площа міста становила 356,07 км². Станом на 1 січня 2009 населення міста становило 122 224 осіб.

## Міста-побратими
- Хіконе, Японія
- Асія, Японія
- Ланкастер, США
- Цюйчжоу, КНР